# Broadalbin (Village)
Broadalbin ist ein Village im Fulton County des US-Bundesstaates New York. Der Name leitet sich ab von der Region Breadalbane in Schottland.
Zum Zeitpunkt des United States Census 2010 hatte das Village 1327 Einwohner.

## Geographie
Broadalbin liegt im südöstlichen Teil des Fulton County bei DSM (43.05917, -74.198057). Der größte Teil des Village liegt innerhalb der gleichnamigen Town, doch ein Teil erstreckt sich westwärts in die Town of Mayfield.
Nach den Angaben des United States Census Bureaus hat das Village eine Gesamtfläche von 2,92 km2, wovon 0,01 km2 oder 0,36 % mit Wasser bedeckt sind.
Die New York State Route 29 führt durch den Süden Broadalbines. Sie führt ostwärts in das 35 km entfernte Saratoga Springs und westwärts ins 16 km entfernte Johnstown, dem County Seat. Die County Roads 110, 117, 126 und 155 verbinden das Village mit der Umgebung.
Der Kennyetto Creek fließt zunächst westwärts, dann noch Norden durch das Village zum Great Sacandaga Lake. Das Village befindet sich am südlichen Rand des Adirondack Park.

## Geschichte
Das Village befindet sich in der Nähe der ersten Besiedlung in der Town, die ab etwa 1770 stattfand.
Das Hotel Broadalbin wurde 1854 als ein Geschäft für handschuhe erbaut und 1881 erweitert, als es in ein Hotel umgebaut wurde. Es ist seit 2011 im National Register of Historic Places eingetragen. Es wurde renoviert und ist das ganze Jahr geöffnet.
Im 1879 wurde die Ostseite der North Main Street durch einen Brand zerstört, ohne dass es zum Verlust an Menschenleben gekommen ist.

## Demographie
Zum Zeitpunkt des United States Census 2000 bewohnten Broadalbin 1411 Personen. Die Bevölkerungsdichte betrug 539,4 Personen pro km2. Es gab 596 Wohneinheiten, durchschnittlich 227,8 pro km2. Die Bevölkerung in Broadalbin bestand zu 98,65 % aus Weißen, 0,35 % Schwarzen oder African American, 0,35 % Native American, 0,07 % Asian, 0,07 % Pacific Islander, 0,07 % gaben an, anderen Rassen anzugehören und 0,43 % nannten zwei oder mehr Rassen. 0,35 % der Bevölkerung erklärten, Hispanos oder Latinos jeglicher Rasse zu sein.
Die Bewohner Broadalbins verteilten sich auf 555 Haushalte, von denen in 35,3 % Kinder unter 18 Jahren lebten. 53,7 % der Haushalte stellten Verheiratete, 11,7 % hatten einen weiblichen Haushaltsvorstand ohne Ehemann und 31,5 % bildeten keine Familien. 25,8 % der Haushalte bestanden aus Einzelpersonen und in 13,0 % aller Haushalte lebte jemand im Alter von 65 Jahren oder mehr alleine. Die durchschnittliche Haushaltsgröße betrug 2,54 und die durchschnittliche Familiengröße 3,08 Personen.
Die Bevölkerung verteilte sich auf 28,2 % Minderjährige, 7,1 % 18–24-Jährige, 27,1 % 25–44-Jährige, 21,9 % 45–64-Jährige und 15,7 % im Alter von 65 Jahren oder mehr. Der Median des Alters betrug 37 Jahre. Auf jeweils 100 Frauen entfielen 91,5 Männer. Bei den über 18-Jährigen entfielen auf 100 Frauen 85,2 Männer.
Das mittlere Haushaltseinkommen in Broadalbin betrug 35.664 US-Dollar und das mittlere Familieneinkommen erreichte die Höhe von 40.956 US-Dollar. Das Durchschnittseinkommen der Männer betrug 31.618 US-Dollar, gegenüber 24.211 US-Dollar bei den Frauen. Das Pro-Kopf-Einkommen belief sich auf 18.036 US-Dollar. 5,3 % der Bevölkerung und 3,2 % der Familien hatten ein Einkommen unterhalb der Armutsgrenze, davon waren 4,4 % der Minderjährigen und 5,3 % der Altersgruppe 65 Jahre und mehr betroffen.

## Belege
1. 1 2  Geographic Identifiers: 2010 Census Summary File 1 (G001), Broadalbin village, New York. In: American FactFinder. U.S. Census Bureau, archiviert vom Original (nicht mehr online verfügbar) am 13. Februar 2020; abgerufen am 23. Juni 2016 (englisch).
2. ↑  US Gazetteer files: 2010, 2000, and 1990. United States Census Bureau, 12. Februar 2011, abgerufen am 23. April 2011.
3. ↑  National Register of Historic Places. In: WEEKLY LIST OF ACTIONS TAKEN ON PROPERTIES: 5/02/11  THROUGH  5/06/11. National Park Service, 13. Mai 2011   (englisch).
4. ↑  Gedenktafel an der Stelle
5. ↑  Population and Housing Unit Estimates. United States Census Bureau, 24. Mai 2020, abgerufen am 27. Mai 2020 (englisch).
6. ↑  2019 U.S. Gazetteer Files. United States Census Bureau, abgerufen am 27. Juli 2020 (englisch).
7. ↑  Census of Population and Housing. Census.gov, abgerufen am 4. Juni 2015 (englisch).